# Небеска навигација
Небеска навигација, која је такође позната и под називом астро-навигација, јесте техника фиксирања позиције која се развијала током неколико хиљада година и која је помагала морнарима да плове преко океана без ослањања на приближне прорачуне или мртво рачунање, како би знали тренутну позицију. Небеска навигација користи "видокруг" или угаона мерења начињена између небеских тела (сунце, месец, планета или звезда) и видљивог хоризонта. Сунце се најчешће користи, али исто тако, навигатори могу да користе и месец, планету или једну од 57 навигационих звезда чије су координате забележене у Наутичком Алманаху и Ваздушном Алманаху.
Небеска навигација користи угаона мерења између небеских тела и видљивог хоризонта како би одредила позицију на земљи небитно да ли то било на копну или мору. У датом тренутку, било које небеско тело је лоцирано директно изнад једне тачке на земљи. Географска дужина и ширина те тачке је позната као географска позиција небеског тела (ГП), локација која се може одредити из табеле датој у Наутичком или Ваздушном алманаху за ту годину.
Измерени угао између небеског тела и видљивог хоризонтаје директно повезан са растојањем између географске позиције небеског тела и позиције посматрача. Након неког прорачуна, познатог под именом "редукција видокруга", након кога се црта линија положаја (енг: LOP, ср: ЛП) на навигационој наутичкој мапи, и посматрачева позиција је негде на тој линији. (ЛП је заправо кратки сегмент веома великог круга на земљи који окружује географски положај посматраног небеског тела изнад. Посматрач који се налази било где у том кругу на земљи, прорачунава угао истог небеског тела изнад хоризонта у датом тренутку, приметио би да ће тело бити под истим углом изнад хоризонта.) Позиције два небеска тела на мапи дају две линије које се секу на тачној позицији посматрача (тачније, пресек два круга би резултовао са две тачке пресека, тачније показивао би две могуће позиционе тачке, стим што би једна могла да буде одбачена одмах која се види да је далеко од локације мерења што се види на примеру испод). Многи навигатори користиће видокруге 3 од 5 звезда, ако су на располагању, јер ће то резултовати у једној заједничкој пресечној тачки и на тај начин смањити вероватноћу појаве грешке. Та премиса је основа за коришћење метода небеске навигације и која се позива на метод "Висинског укрштања".
Постоје неколико других метода небеске набвигације које исто могу да обезбеде проналажење позиције уз помоћ коришћења секстанта, као што је "Подневни видокруг" или архаичнији метод мерења раздаљине месеца. Џошуа Слокум (енг: Joshua Slocum) је користио метод мерења раздаљине месеца током првог забееженог пута око света. За разлику од метода "Висинског укрштања", "Подневни видокруг" и "мерење раздаљине месеца" не захтевају да се опзнаје тачан временски период. Метод "висинског укрштања" небеске навигације захтева да посматрач зна тачно време по гриничу (енг: Greenwich Mean Time - GMT) у моменту посматрања небеског тела и то са прецизношћу у секунди, јер сваке четири секунде у изворном времену (обично се користи хронометар)могу да начине грешку, и позиција неће бити измештена за отприлике једне наутичке миље од тачне позиције.

## Пример
Овај пример илуструје концепт метода пресека два видокруга за одређивање нечије позиције који је приказан десно на слици. (Друга два уобичајенија метода за одређивање једне позиције уз помоћ небеске навигације су одређивање географске дужине хронометром и методама заснованим на некадашњим меридианима.) На слици десно, два круга на мапи представљају линије позиција за Сунце и Месец у 12:00 GMT на дан 29. октобра 2005.-е године. У том тренутку, бродски навигатор кад се налазио на мору, измерио је да је Месец на 56 степени изнад хоризонта користећи секстант. Десет минута касније, посматрано је сунце и установљено је да се налази на 40 степени изнад хоризонта. Линије положаја су онда срачунате и уцртане за свако посматрање, за Месец и Сунце респективно. Пошто су и Месец и Сунце посматрани под одређеним угловима са исте локације, навигатор може одредити локацију тако што ће установити пресек тих двеју кружница на мору.
У овом случају, навигатор би се налазио или на Алтантском океану, негде око 650 километара западно од острва Мадеира или би био у Јужној Америци, негде оок 170 километара југозападно од Асунсиона у Парагвају. У већини случајева, одређивање једне од две могуће локације на основу пресека видокруга је очигледно посматрачу, пошто је растојање између та два пресека неколико хиљада километара. Конкретно на овом примеру, брод не може да плови копном, где се налази друга пресечна тачка тако да је положај у Атлантику коректан. Многи ће приметити да линије нису баш кружног облика, ал то је због развијања мапе са сверичног облика и свођење на једну раван, ал кад би се нацртало на глобусу, били би иеални кругови. Још једана замиљивост је да ако бисмо били на локацији близу Мадеира видели бисмо Месец лево од Сунца док ако бисмо били на локацији близу Асунсиона Месец би видели са десне стране Сунца што је може исто ад буде битна информација приликом одређивања саме локације кад смо у недоумици.

## Угаоно мерење
Прецизно угаоно мерење се развијало дуги низ година. Један једноставни метод је био да држите руку изнад хоризонта али потпуно исправљену. Ширина малог прста је угао мало преко 1,5 степени нагоре у односу на исправљену руку и то се може користити да се утврди колико је сунце уздигнуто изнад хоризонта и исто тако да се утврди колико је још времена остало до заласка сунца. Да би мерења била што тачнија и прецизнија конструисани су разни прецизни инстументи временом, као што су Камал, Астролибела, Октант и Секстант. Секстант и Октант су једни од најпрецизнијих зато што мере углове од хоризонта, искључујући грешку која се ствара због инструменталних показивача, и због њиховог тога што поседују систем двојних огледала који поништава релативно померање инструмента и показујући директан поглед ка објекту на хоризонту.
Навигатори мере растојање на земљино кугли у степенима, лучним минутима и лучним секундама. Једна наутичка миља је дефинисана као 1852 метара, али је исте дужине и један минут угла дуж меридијана на земљи (није случајно). Читање угла на секстанту је прецизно и највише што може да се погреши у очитавању је око 0,2 лучне минуте. Тако да на основу тога, позиција навигатора може да се одреди са разликом само од око 370,4 метара, што је тачно 0,2 миље. Већина морепловаца који одређују положај брода на мору, мерећи са покретне платфорем, у овом случају брода, могу да постигну тачност од 2,8 километара, што је сасвим довољно да се наводи сигурно пре но што се угледа копно.